# Salem (Missouri)
Salem è una city degli Stati Uniti d'America, situata nella Contea di Dent, Missouri.